# Craugastor sabrinus
Espèce
Synonymes
- Eleutherodactylus sabrinus Campbell & Savage, 2000

Statut de conservation UICN

 NT  : Quasi menacé
Craugastor sabrinus est une espèce d'amphibiens de la famille des Craugastoridae.

## Répartition
Cette espèce se rencontre du niveau de la mer à 900 m d'altitude dans les sierras del Mico, de Merendón et de las Minas au Guatemala et les montagnes Maya au Belize.

## Publication originale
- Campbell & Savage, 2000 : Taxonomic reconsideration of Middle American frogs of the Eleutherodactylus rugulosus group (Anura: Leptodactylidae): a reconnaissance of subtle nuances among frogs. Herpetological Monographs, vol. 14, p. 186-292.